# 侍郎
侍郎（じろう）とは、中国の官僚制度の名称の一つ。漢代に創建され、その職務内容は変化しながらも20世紀初頭まで用いられた。

## 概要
漢代の郎官の一種であり、元々は宮廷の近侍であった。後漢以降、尚書の属官となり、始めは郎中に任じられ、満一年後に尚書郎になり、満三年して侍郎となる。以後、尚書台の権利が大きくなるにつれて、侍郎も重要となってきた。
隋・唐のとき、首都に、戸礼刑工吏兵の六部が設けられ、国家の政務を司った。その中で、各部に一名の侍郎が置かれ、尚書が主管する事務や実際の執行の補佐をした。現在の内閣の次官に相当する。中書省の副官を中書侍郎、門下省の副官を門下侍郎（黄門侍郎）と呼んだ。
宋朝・元朝・明朝・清朝のときも同じである。1368年、明朝を開いた朱元璋は、六部の侍郎を正三品にあげた。以後、清朝も以前の制度を踏襲し、左右侍郎を設け、満洲人・漢人一人ずつ就任させた。また、六部の各部の間に等しく侍郎（ashan i amban）を四人おいた。位は従二品である。